# لوقا
لوقا (عبری:לוקא؛ یونانی:Λουκᾶς) از مسیحیان نخستین بود که سومین انجیل از اناجیل اَربعه (انجیل لوقا) و نیز کتاب اعمال رسولان را نگاشت. او پزشک یونانی و شاگرد پولس بود و نام او در سه رساله عهد جدید ذکر شده‌است. احتمالاً لوقا غیریهودی بوده چرا که او درمیان ختنه‌شده‌ها نام برده نشده است او یکی از یاران پولس در دوره زندانی شدن او بود. به طور سنتی گفته شده که لوقا در سال ۸۴ میلادی در بویوتیا یونان درگذشت.
انجیل لوقا تنها انجیلی است که به شرح کامل، مژدۀ فرشتۀ خداوند، جبرئیل، به مریم برای تولد عیسی مسیح و پاسخ مریم در تسلیم بودن در برابر خواست و ارادۀ خداوند را به دست می دهد.

## نگارخانه

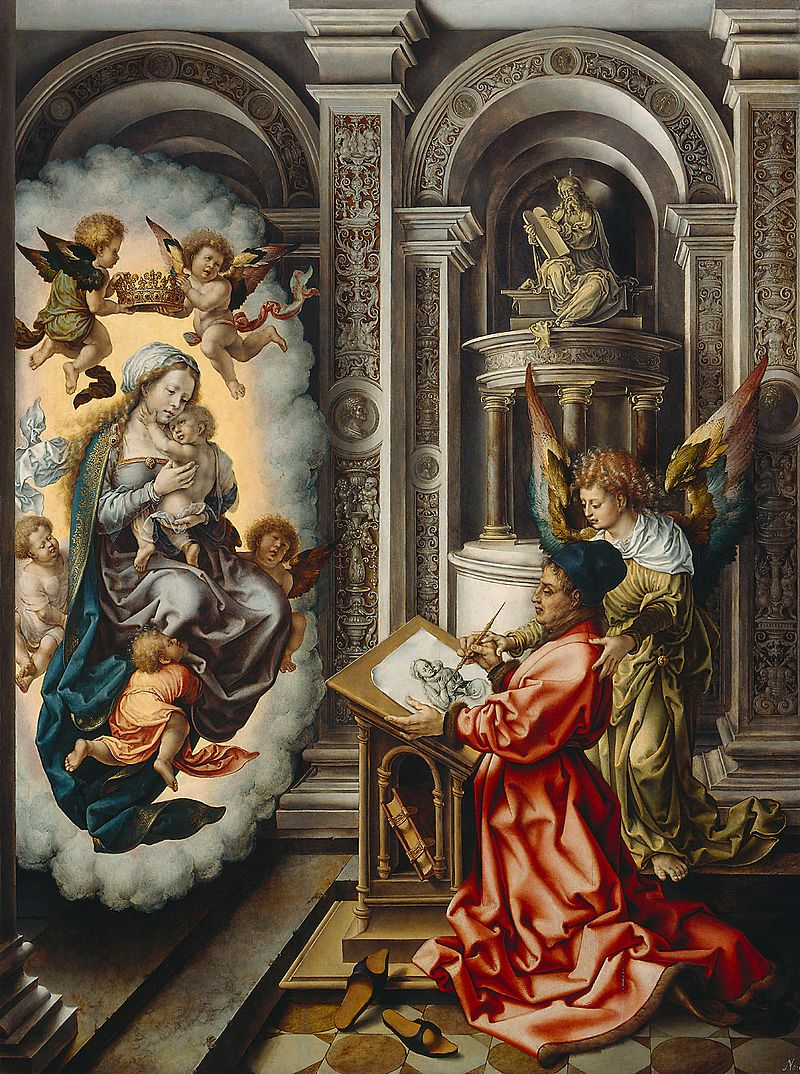
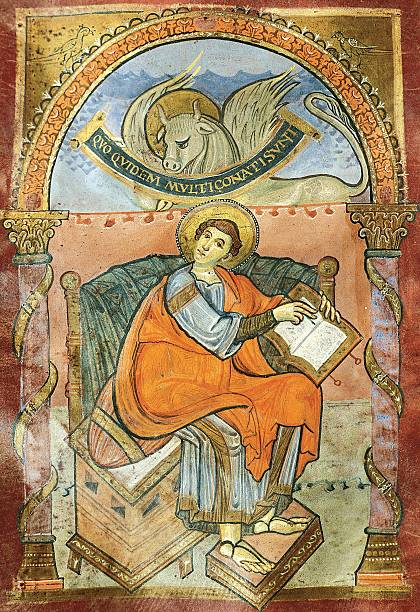
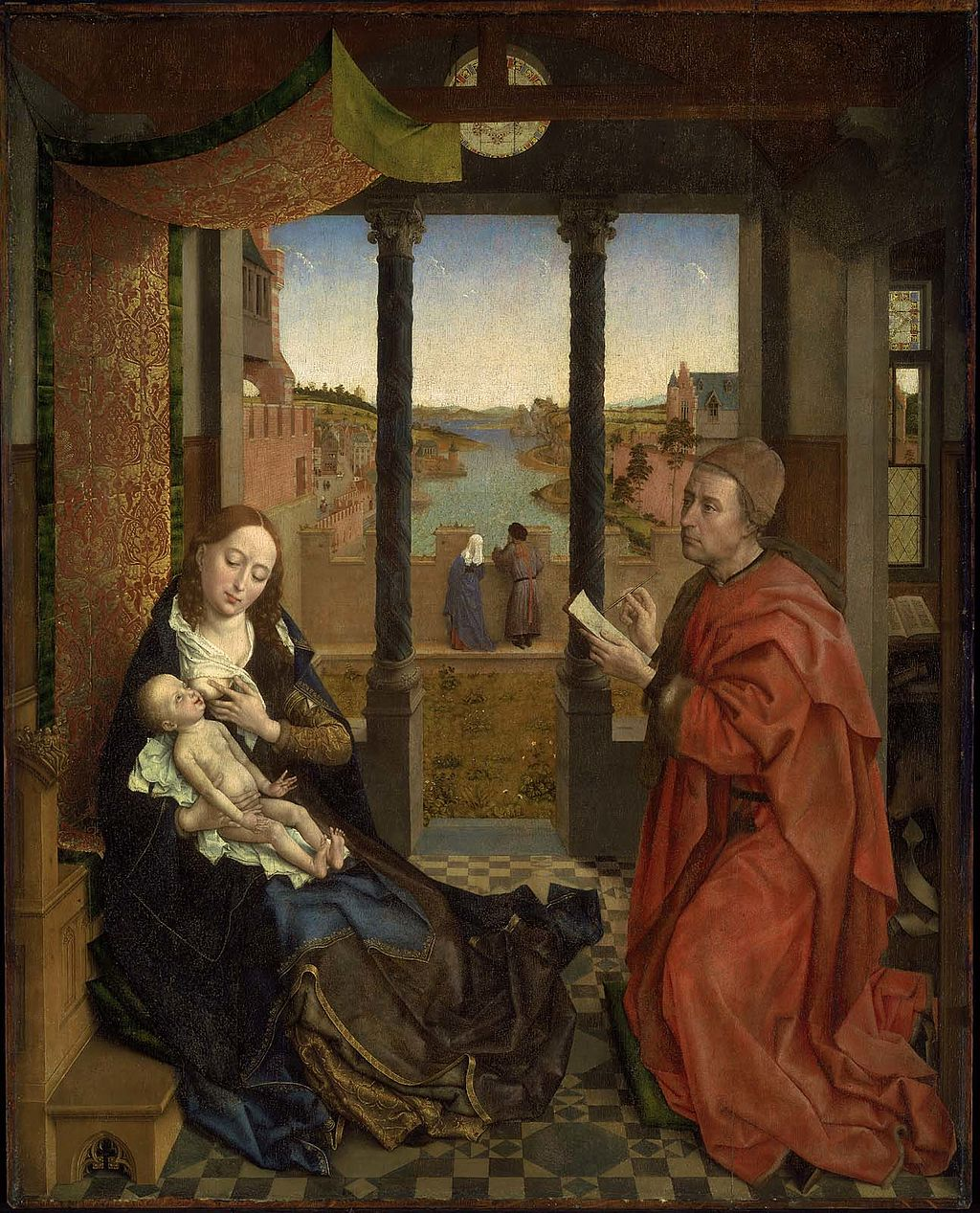